# Теккеицерток
В митологията на инуитите Теккеицерток (на английски: Tekkeitsertok) е бог на лова и стопанин на северните елени, едно от най-важните божества в пантеона на ескимосите. Той е защитник на всички същества намиращи се в северното небе. Има силата да подпомага онези, които са навлезли във владенията му, а също и да ги прогонва оттам.